# Privatrechtlicher Hörfunk
Privatrechtlicher Hörfunk ist der durch privatrechtlich organisierte Anbieter (Unternehmen, Vereine) veranstaltete Hörfunk.

## Allgemeines
Rundfunk wurde weltweit zunächst als öffentliche Aufgabe verstanden. Radiostationen befanden sich deshalb im Staatsbesitz oder unter öffentlicher Kontrolle. Auf diese Weise konnte der Staat dieses bedeutsame Medium hinsichtlich der Verbreitung bestimmter Informationen besser kontrollieren. Während in den USA der privatrechtliche Hörfunk relativ früh entstand, dauerte es in Europa noch bis in die 1980er-Jahre, ehe der Hörfunk auch privaten Trägern überlassen wurde.

## Geschichte in den USA
Im Jahre 1906 strahlte in Brant Rock/Massachusetts Reginald Aubrey Fessenden die erste Radiosendung aus. Die erste privatrechtliche Sendelizenz erhielt am 27. Oktober 1920 die US-amerikanische Radiostation mit den „Call letters“ KDKA in Pittsburgh, sie ging am 2. November 1920 auf Sendung. Die ersten privaten amerikanischen Radiostationen finanzierten sich nicht durch Radiowerbung, sondern gehörten entweder einem Hersteller von Radiogeräten oder Zeitungen, die die Finanzierung der Sender übernahmen. Die jeweiligen Eigentümer nutzten deshalb ihre Privatradiostation als Werbevehikel für ihre eigenen Produkte. Die erste, von Dritten bezahlte Radiowerbung strahlte am 28. August 1922 WEAF in New York City aus. 1940 gab es bereits 705 kommerzielle Radiostationen. Seither haben sich Radiostationen in den USA als Werbeträger etabliert und damit die Einnahmen hieraus zur Hauptquelle ihrer Finanzierung gemacht. Daraus ist ihre Bezeichnung als kommerzieller Rundfunk oder kommerzielles Fernsehen entstanden.

## Hintergrund
Zu unterscheiden sind kommerzieller und nichtkommerzieller privater Hörfunk (siehe auch Duales Rundfunksystem).
Ziel der kommerziellen Privatradios ist es, durch Einnahmen aus Radiowerbung Gewinn zu erwirtschaften. Dazu wird das Programm auf die Bedürfnisse einer vordefinierten Zielgruppe zugeschnitten, um möglichst hohe Hörerreichweiten zu erreichen. Um die Akzeptanz der verschiedenen Musiktitel im Programm in der werberelevanten Zielgruppe kontinuierlich zu untersuchen, führen mittlerweile fast alle Privatradios meist wöchentlich eigene Marktforschungsuntersuchungen, so genannte Call-Out-Tests, durch und passen ihr Repertoire entsprechend an.
Die Hörerreichweiten aller kommerziellen deutschen Radiosender werden durch eine bundesweite Marktforschung, die Media-Analyse, erhoben und zweimal pro Jahr (im Frühjahr und im Sommer) ausgewiesen. Diese Reichweiten sind maßgeblich für die Gestaltung der Werbepreise. Die am 9. März 2005 veröffentlichte Media-Analyse wies für die Privatradios eine Gesamtreichweite von 28,34 Millionen Hörern aus, der öffentlich-rechtliche Rundfunk kam auf 34,12 Millionen Hörer.
Die Vermarktung von Werbezeiten erfolgt im nationalen Markt meist durch Dienstleister, wie zum Beispiel der deutschen Radio Marketing Service (RMS), eine von den Privatradios selbst gegründete nationale Vermarktungsgesellschaft. Im regionalen und lokalen Markt sind die Privatradios in der Regel selbst durch eigene Mediaberater oder freie Handelsvertreter aktiv. Die RMS betreuten Stationen erreichten laut Media-Analyse vom 9. März 2005 8,9 Millionen Hörer. Im Jahr 2004 erzielten die Privatradios in Deutschland einen Netto-Werbeumsatz von insgesamt 438,38 Mio. EUR. Die öffentlich-rechtlichen Radios erzielten 216,61 Mio. EUR.
In Deutschland erhalten Privatradios keine zusätzlichen Einnahmen durch Rundfunkgebühren.

## Deutschland

### Geschichte
In den Anfangsjahren zur Zeit der Weimarer Republik war der Rundfunk privatrechtlich organisiert (als AG, in Bayern als GmbH), doch hatten die Reichspost und die Landesregierungen maßgeblichen Einfluss (siehe Reichs-Rundfunk-Gesellschaft).

#### Radiowerbung
Im Mai 1924 genehmigte die Reichspost den Regionalgesellschaften die so genannten „Radio-Inserate“, doch durften die „Inserate aus der Luft“ nur „in mäßigem Umfange und allervorsichtigster Form“ gesendet werden. Unter allen Umständen müsse „vermieden werden, dass die kulturelle Bedeutung des Rundfunks durch die Ausübung von Reklame beeinträchtigt wird.“ Die „Deutsche Reichs-Postreklame GmbH“ war in die Abwicklung der Rundfunkwerbung eingeschaltet. Am 1. Juli 1924 strahlte die schlesische „Funkstunde Breslau“ die erste Werbung aus. Der zunächst von privaten Veranstaltern organisierte Rundfunk wurde am 27. Juli 1932 verstaatlicht. Nach der geltenden Rundfunkordnung übernahm der Staat die Aufsicht über die knapp 30 Rundfunksender, kontrollierte deren Programm und übernahm das Eigentum.

#### Bundesrepublik
Der erste private Hörfunksender mit Sitz im und Verbreitung vom Gebiet der Bundesrepublik war das französischsprachige kommerzielle Programm Europe No. 1 der Europäischen Fernseh-AG (1957 infolge des Beitritts des Saarlands; Langwellen-Sender Felsberg, betrieben in Eigenregie; Produktion in Paris).
Der erste private Hörfunksender mit deutschsprachigem Programm und Produktion in der Bundesrepublik war der nichtkommerzielle Evangeliums-Rundfunk (gegründet 1959 als Idealverein in Wetzlar; Kurzwellen-Sendungen ab 1961 im Rahmen von Trans World Radio über Sender von Radio Monte Carlo).
Die ersten kommerziellen Radiostationen im Kabel (Kabelpilotprojekt Ludwigshafen/Vorderpfalz) waren am 1. Januar 1984 Radio Weinstraße (104,35 MHz) und Radio TV Kolibri (104,75 MHz).
Die ersten Radiostationen auf UKW sendeten ab am 29. Mai 1985 in München auf den Frequenzen 89,0 MHz (Musikwelle Süd, UFA Radio, Radio 89 und Neue Welle Bayern), 92,4 MHz (Radio Aktiv, Radio Xanadu, Radio 44 und Radio M1) und 96,3 MHz (Radio Gong 2000). Radio 4 in Ludwigshafen (Rheinland-Pfalz) war der erste landesweite private Radiosender, der am 30. April 1986 auf Sendung ging. Der Sender war zunächst eine Veranstaltergemeinschaft von Radio RPR, Pro Radio4, Linksrheinischer Rundfunk und Radio´85, später integrierte Radio RPR die anderen drei Veranstalter und hieß seitdem nur noch Radio RPR. Radio Schleswig-Holstein (R.SH) nahm dann am 1. Juli 1986 sein Programm als erster landesweiter privater Radiosender mit einem 24-Stundenprogramm auf.
2017 gab es 20 bundesweite, 58 landesweite und 197 lokale oder regionale Privatradiostationen. Auskunft über Beteiligungsverhältnisse gibt die Mediendatenbank der KEK. Der Interessenvertretung dienen der VAUNET – Verband Privater Medien und der Bundesverband Freier Radios (BFR).

### Rechtsgrundlagen
Private Rundfunk-Veranstalter bedürfen nach § 20 Abs. 1 Rundfunkstaatsvertrag (RStV) einer Zulassung durch die zuständige Landesmedienanstalt, wobei die Programmkategorie Vollprogramm oder Spartenprogramm festzulegen ist. Hörfunkprogramme ausschließlich im Internet (Internetradio) bedürfen nach § 20b RStV keiner Zulassung. In § 21 RStV werden Grundsätze für die Zulassung aufgestellt, wonach der Veranstalter alle Auskünfte zu erteilen und alle Unterlagen vorzulegen hat, die zur Prüfung des Zulassungsantrags bei der Landesmedienanstalt erforderlich sind. Nach § 25 Abs. 1 ist im privaten Rundfunk inhaltlich die Vielfalt der Meinungen im Wesentlichen zum Ausdruck zu bringen. Die bedeutsamen, politischen, weltanschaulichen und gesellschaftlichen Kräfte und Gruppen müssen in den Vollprogrammen angemessen zu Wort kommen; Auffassungen von Minderheiten sind zu berücksichtigen.

## Schweiz
Formal gibt es seit jeher in der Schweiz nur privaten Rundfunk; allerdings hatte die SRG (privatrechtlicher Verein) bis zur Rundfunkversuchsordnung von 1982 ein Monopol inne. Unter den ersten danach zugelassenen Sendern war auch Radio 24, das bereits zuvor als Peripherie-Radio von Italien aus gesendet hatte. 2014 gab es 42 konzessionierte Privatradioanbieter: 21 kommerzielle ohne Gebührenanteil, 12 kommerzielle mit Gebührenanteil und 9 komplementäre (nichtkommerzielle); daneben 72 gemeldete kommerzielle Anbieter ohne Service-public-Auftrag. Die Mittelwellennutzung und die Senderdichte sind in der Schweiz höher als in Deutschland.
Rechtsgrundlage bilden das Bundesgesetz über Radio und Fernsehen (RTVG) von 2006 und die Radio- und Fernsehverordnung (RTVV) von 2007. Interessenverbände sind der Verband Schweizer Privatradios (VSP) und die Union nicht-kommerzorientierter Lokalradios (UNIKOM).

## Österreich
Nach Erlass des Regionalradiogesetzes (RRG) von 1993 begann 1995 mit Antenne Steiermark der private Hörfunk in Österreich. Seit 2001 ist er im Privatradiogesetz geregelt. Der Interessenvertretung dienen der Verband Österreichischer Privatsender (VÖP) und der Verband Freier Rundfunk Österreich (VFRÖ). Bereits davor, ab dem Jahr 1990 sendete der mit tschechoslowakischer Privatradiolizenz ausgestattete Sender "Radio CD" von Bratislava aus mit einem für die Wiener bzw. ostösterreichischen Hörer ausgerichteten Programm. Das Studio befand sich in der Lugner City und verfügte über eine große Reichweite und Bekanntheit. Weitere Privatradiosender, die aus dem Ausland nach Österreich sendeten, waren ab 1989 die Sender der Antenne Austria, mit Studios in der ungarischen Stadt Sopron und den italienischen Städten Camporosso (Kanaltal) und Sterzing, von wo sie nach Österreich sendeten. Antenne Austria hatte jedoch bei weitem nicht so eine große Reichweite wie Radio CD.

## Südtirol
1976 fiel in Italien das Monopol der Rai durch Urteil des italienischen Verfassungsgerichts. Bereit 1976 startete mit der Freien Südtiroler Welle (FSW) der erste deutschsprachige Privatsender in Südtirol. Ab 1979 strahlte mit Radio Bavaria International (RBI), später umbenannt in Radio M1, der erste Sender ein Programm gezielt in Richtung Südbayern aus, wo zu dieser Zeit noch kein Privatradio zu hören war. In den folgenden Jahren kamen unter anderem noch Radio Brenner und Radio C hinzu. Mit der Entwicklung des Privatradios in Deutschland nahm das Interesse aus Sendern aus Südtirol Ende der 1980er Jahre wieder ab.

## Luxemburg
Am 15. März 1933 startete Radio Luxembourg als erster privater Radiosender in Europa. Nach der Befreiung Luxemburgs im September 1944 galt der Sender als offizielles Sprachrohr des Alliierten Hauptquartiers. Wegen des Verbots kommerziellen Radios in Ländern wie dem Vereinigten Königreich, Frankreich, Belgien, den Niederlanden und der Bundesrepublik Deutschland sendete dieses Programm bis in die 1980er Jahre aus Luxemburg, mit Programmen in mehreren Sprachen. Die englischen Sendungen begannen 1933 und wurden weitgehend von der Werbeindustrie bestritten, die ihre eigenen Produktionsstätten und Moderatoren hatte, um ihre Produkte flächig zu präsentieren.
Die Liberalisierung der Radiofrequenzen begann in Luxemburg im Jahre 1992. Zum Hörfunksender RTL Radio Lëtzebuerg kamen neue Sender hinzu, von denen der Sender Eldoradio, das portugiesischsprachige Radio Latina sowie das freie und alternative Radio ARA und Radio Aktiv am erfolgreichsten sind. Außerdem gibt es seit 1993 mit radio 100,7 erstmals einen öffentlich-rechtlichen Radiosender mit kulturellem Programmauftrag.
Der am meisten eingeschaltete Radiosender Luxemburgs ist RTL Radio Letzebuerg mit einer Einschaltquote von 65 % aller Luxemburger über 12 Jahren. Vor allem ‚de Journal‘, um 7:30h, 12:30h und 18:30h, mit nationalen und internationalen Nachrichten, ist sehr beliebt.
Besondere Bekanntheit über die Grenzen Luxemburgs hinaus hat der deutschsprachige Radiosender RTL Radio 93.3 und 97.0, der terrestrisch über UKW 93,3 MHz und 97,0 MHz mit einem Regionalprogramm für die gesamte Großregion Saar-Lor-Lux empfangen werden kann. RTL – Deutschlands Hit-Radio hat keinen Regionalbezug und ist deutschlandweit über Satellit und Kabel sowie über einen Internetstream zu empfangen. Bis zum 31. Dezember 2015 waren Programme von RTL in der Zeit von 6:00 bis 19:30 Uhr über Mittelwelle 1440 kHz vom Sender Marnach überregional zu empfangen. Der Sender übertrug in den Abendstunden u. a. Sendungen von Missionswerken, in den letzten Betriebsjahren von China Radio International.
Im Jahr 2002 gab es in Luxemburg einen internationalen, zwei nationale, vier regionale und etwa 20 lokale Radiosender.

## Belgien
Im Rundfunkbereich existieren für die drei Sprachgemeinschaften jeweils separate öffentlich-rechtliche Sender: VRT (Vlaamse Radio- en Televisieomroep) für Flandern, RTBF (Radio Télévision Belge Francophone) für die Wallonie und der BRF (Belgischer Rundfunk) für die Deutschsprachige Gemeinschaft. Neben den öffentlich-rechtlichen Sendern startete Anfang 1980er Jahren in Brüssel Radio Contact sein Radioprogramm in französischer Sprache und im November 1995 auch in deutscher Sprache. Seit 1981 in der Deutschsprachigen Gemeinschaft auch mit Radio Benelux (BNL) eine private Lokalstation. Diese durfte damals jedoch nur mit 100 Watt, in Mono und ohne Werbung aus dem Hohen Venn senden. Aus Radio Benelux wurde 1984 Radio Fantasy Raeren (RFR) und war bis zur Einstellung des Sendebetrieb 2020 als Fantasy Dance FM bekannt. Weitere deutschsprachige Sender folgten, unter anderem Henri Radio aus Henri-Chapelle und Radio Distel aus Eupen.
Am 19. Oktober 1998 ging 100’5 Das Hitradio auf Sendung. Wegen der hohen Sendeleistung von 20 kW sowie der günstigen Lage des Senders Raeren-Petergensfeld kann dieser Privatsender gut in der Euregio Maas-Rhein und darüber hinaus empfangen werden.

## Frankreich
Der erste französische Radiosender war Radio Paris („Radiola“), das im Dezember 1922 auf Sendung ging. 1928 gab es in Frankreich 13 private Radiosender.

## Namibia
In Namibia gingen die ersten privaten Hörfunkstationen nach Verabschiedung eines entsprechenden Gesetzes im Jahr 1993 auf Sendung. Die meisten senden auf Englisch, doch gibt es auch Hitradio Namibia auf Deutsch (seit 2012), Kosmos 94.1 auf Afrikaans und Omulunga Radio auf Oshivambo.

## Inhalt
Als Massenmedium hat das Privatradio seine Hörer zu informieren, bilden, sozialisieren und unterhalten. Private Radiosender arbeiten stark zielgruppenorientiert (werberelevante Zielgruppe) und können sich auf eine bestimmte Hörerschaft spezialisieren. Dabei ist das Formatradio vorherrschend. Es besitzt ein Programm, das wegen seines Wiedererkennungsfaktors durch Musikausrichtung, Moderation, Programmfarbe und Programmstruktur unverwechselbar sein soll. Häufig besitzen private Hörfunkprogramme Boulevardcharakter und neigen zu Boulevard-Nachrichten, wobei der Musikanteil mit bis zu 75 % überwiegt. Der Informationsanteil im privaten Hörfunk hat bei den meisten Sendern Servicecharakter. Er setzt sich vor allem aus Kurznachrichten, Wetter-, Zeit-, Verkehrs- und Veranstaltungshinweisen zusammen. Ein häufiger Programmbestandteil ist im Privathörfunk die Hörerbeteiligung, mit der die Hörer des Programms an den Sender gebunden werden sollen. Das Einbeziehen der Hörer eines Senders erfolgt live meist durch für den Hörer attraktive Gewinnspiele oder andere „Mitmachsendungen“.
In Deutschland sind folgende Musik- und Programmformate bei privaten Radiosendern verbreitet:
1. Album-oriented Rock (AOR): meist melodiöse Rockmusik
2. Contemporary Hit Radio (CHR): Aktuelle Titel aus den Musikcharts
3. Adult Contemporary (AC): Hits der letzten Jahrzehnte bis heute, Zeitgemäße Popmusik für Erwachsene, meist melodiös
4. Middle of the Road (MOR): „main stream“-Popmusik
5. Easy Listening (EL): Big-Band-Musik, Oldies, Evergreens, Schlager, Volksmusik

Bundesweit strahlen relativ wenige Privatradiostationen Hörfunksendungen aus. Bei den Musiksendern verfolgen wiederum die meisten nicht das MOR-Format („main stream“), sondern spezialisieren sich auf Country-Musik (Truckradio), elektronische Musik (Techno, House, Trance; Radio Sunshine Live), volkstümliche Musik/Schlager (Radio Melodie) und klassische Musik (Klassik Radio). Dagegen gehört RTL Radio – das bis Dezember 2002 als Oldiesender galt, heute jedoch auch vermehrt aktuelle Popmusik spielt – zu den kommerziellen Anbietern.